# Surina de Beer
Surina de Beer (Pretoria, 28 juni 1978) is een tennisspeelster uit Zuid-Afrika. Zij begon op zesjarige leeftijd met het spelen van tennis. Haar favoriete ondergrond is gras. Zij speelt rechtshandig en heeft een tweehandige backhand. Zij was actief in het internationale tennis van 1993 tot en met 2011.

## Loopbaan
Bij de junioren won De Beer in 1996 de meisjesdubbelspeltitel op het US Open, samen met landgenote Jessica Steck.
Zij had haar grandslamdebuut in 1998 in het dubbelspel op Roland Garros, samen met de Amerikaanse Lindsay Lee-Waters. Datzelfde jaar bereikte zij in het enkelspel de derde ronde op Wimbledon.
In 2000 en 2007 speelde De Beer in totaal negen wedstrijden voor Zuid-Afrika op de Fed Cup.

## Posities op deWTA-ranglijst
Positie per einde seizoen:
| jaar | rang enkelspel | rang dubbelspel |
| ---- | -------------- | --------------- |
| 1996 | 460            | 258             |
| 1997 | 200            | 207             |
| 1998 | 143            | 154             |
| 1999 | 157            | 107             |
| 2000 | 338            | 54              |
| 2002 | 942            | 287             |
| 2003 | 590            | 186             |
| 2004 | 828            | 292             |
| 2005 | 300            | 252             |
| 2006 | 594            | 289             |
| 2007 | 370            | 253             |
| 2008 | 473            | 213             |
| 2009 | 784            | 424             |
| 2011 | 702            | 417             |

## Resultaten grandslamtoernooien
| Legenda | Legenda                          |
| ------- | -------------------------------- |
| g.t.    | geen toernooi gehouden           |
| l.c.    | lagere categorie                 |
| –       | niet deelgenomen                 |
| G       | uitgeschakeld in de groepsfase   |
| 1R      | uitgeschakeld in de eerste ronde |
| 2R      | uitgeschakeld in de tweede ronde |
| 3R      | uitgeschakeld in de derde ronde  |
| 4R      | uitgeschakeld in de vierde ronde |
| KF      | uitgeschakeld in de kwartfinale  |
| HF      | uitgeschakeld in de halve finale |
| F       | de finale verloren               |
| W       | het toernooi gewonnen            |
| w-v     | winst/verlies-balans             |

### Enkelspel
| toernooi        | 1998 |
| --------------- | ---- |
| Australian Open | –    |
| Roland Garros   | –    |
| Wimbledon       | 3R   |
| US Open         | –    |

### Vrouwendubbelspel
| toernooi        | 1998 | 1999 | 2000 |    | 2002 |
| --------------- | ---- | ---- | ---- | -- | ---- |
| Australian Open | –    | 1R   | 2R   | –  |      |
| Roland Garros   | 1R   | –    | 2R   | 1R |      |
| Wimbledon       | 1R   | 1R   | 2R   | –  |      |
| US Open         | –    | –    | 2R   | –  |      |

### Gemengd dubbelspel
| toernooi        | 2000 |
| --------------- | ---- |
| Australian Open | –    |
| Roland Garros   | 1R   |
| Wimbledon       | 1R   |
| US Open         | –    |